# 김일환 (야구 선수)
김일환(金一煥, 1954년 1월 11일 ~ )은 전 KBO 리그 롯데 자이언츠, 해태 타이거즈, 태평양 돌핀스의 선수였다.

## 출신 학교
- 부산고등학교
- 성균관대학교

## 이 사람을 연기한 배우
- 퍼펙트 게임의 마동석 - 박만수(가명) 역